# Вис, Маттейс де

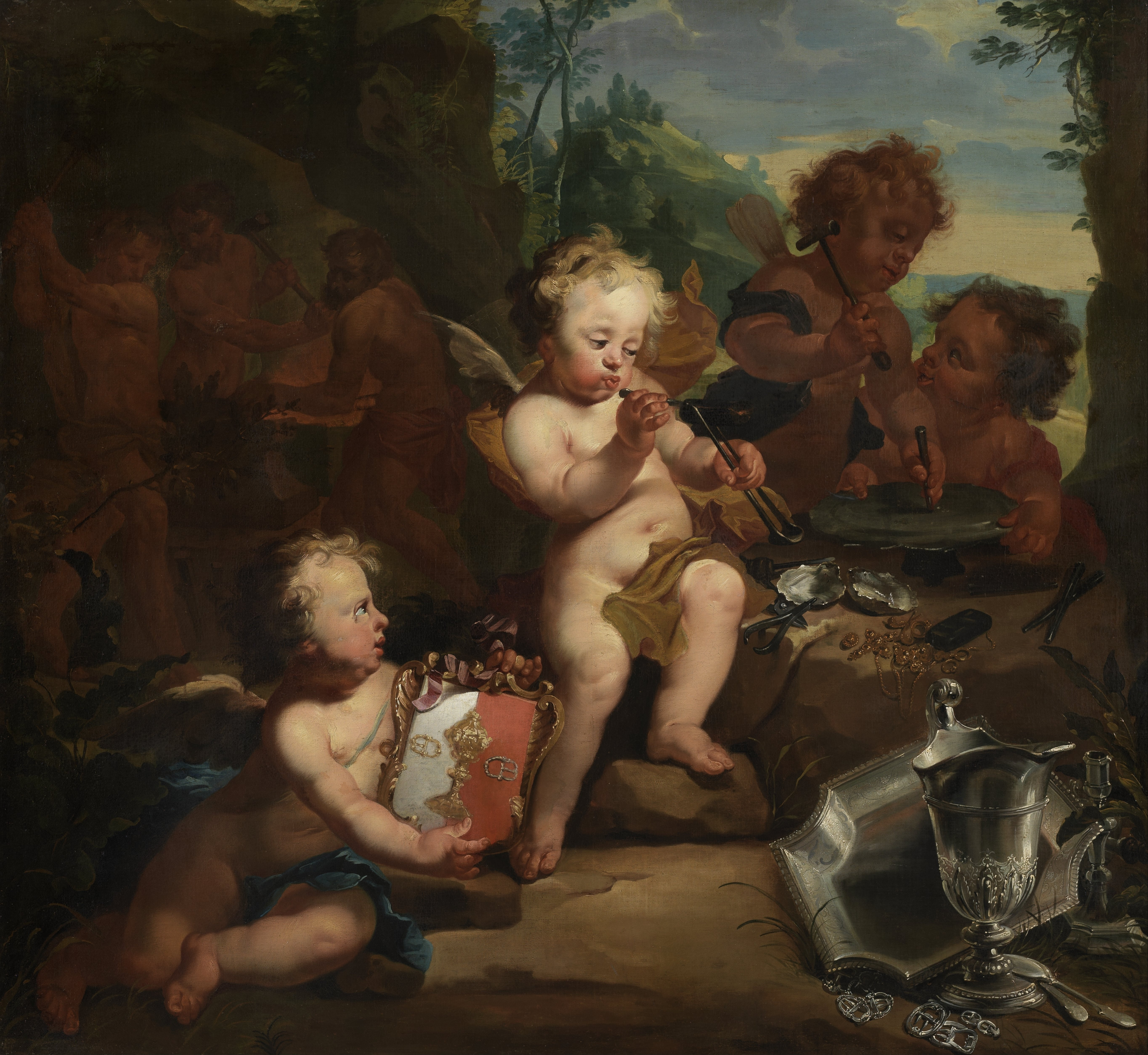
Аллегория

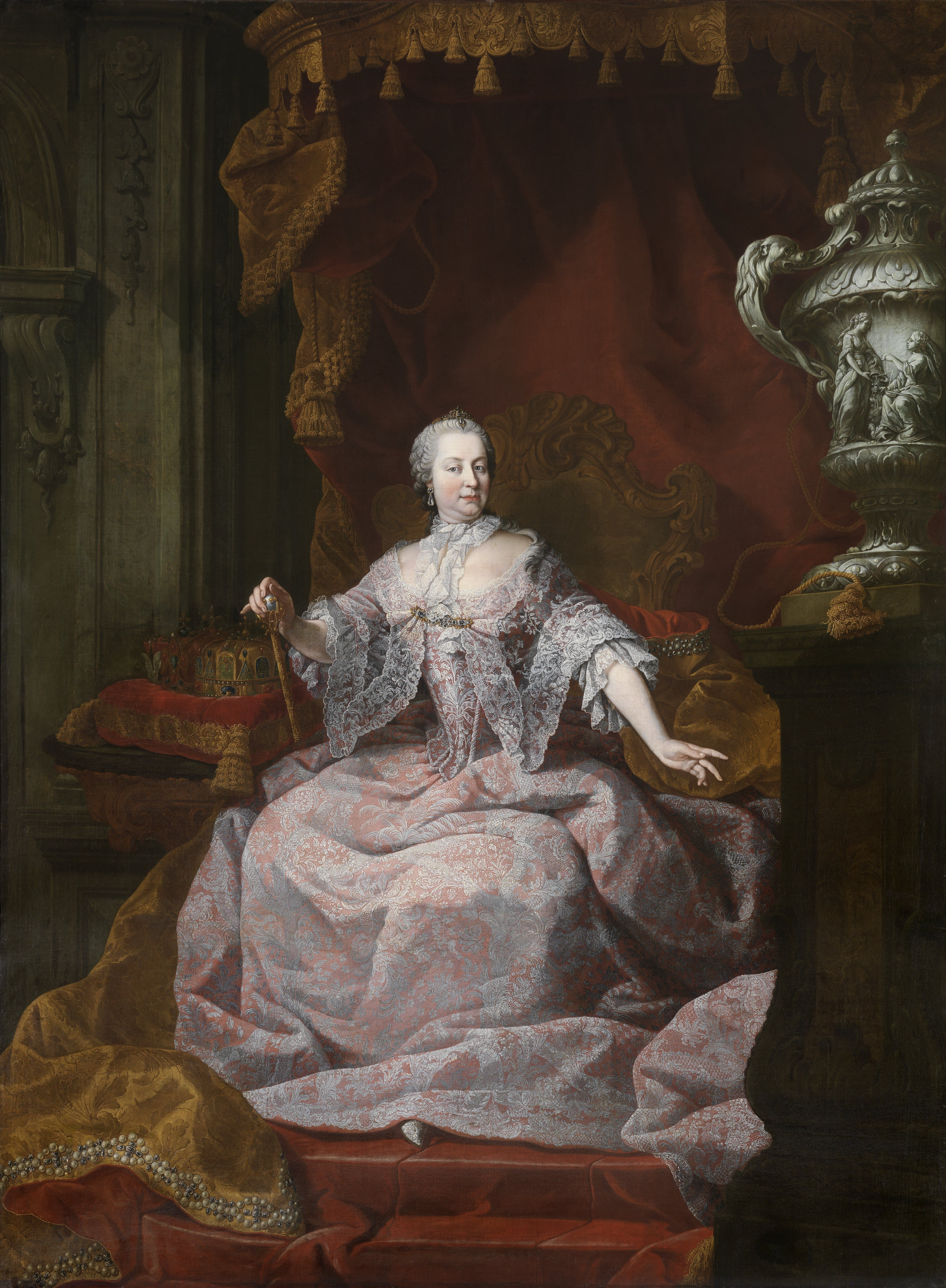
Портрет Марии Терезии

Маттейс де Вис (нидерл. Matthijs de Visch, 22 марта 1701, г. Ло-Ренинге, Западная Фландрия — 23 апреля 1765, Брюгге) — фламандский живописец. Представитель неоклассицизма.

## Жизнь и творчество
Первые уроки живописи получил в Брюгге под руководством Иосифа ван ден Keркхофа (1667—1724). Чтобы продолжить своё художественное образование, отправился в Париж, а затем в Италию, где жил в течение нескольких лет в Венеции, Парме и Пьяченце.
В 1732 вернулся на родину в Брюгге, где в 1735 основал у себя дома частную школу и стал давать уроки рисунка и живописи. В 1737 году женился на Петронилле Ивейнс.
Позже преподавал в академии художеств Брюгге. С 1739 до самой смерти был её директором. Воспитал целый ряд талантливых живописцев, среди его учеников были Ян Гаремейн (1712—1799), Паул де Кок и Жозеф-Бенуа Сюве.
Писал картины на исторические и мифологические сюжеты. Автор многих портретов.
В январе 1755 в результате пожара была уничтожена большая коллекция картин, рисунков и гравюр Маттейса де Виса. Оставшиеся полотна художника сейчас хранятся в основном в музее Брюгге.